# Anszár al-Szunna (Mozambik)
Az Anszár al-Szunna (arab betűkkel: أنصار السنة), magyar jelentése 'A szokásjog örzői', más néven Al-Shabaab (arab betűkkel: الشباب), jelentése 'Ifjúság', egy iszlamista terrorszervezet, amely Mozambik Cabo Delgado tartományában aktív. Cabo Delgado az ország egyetlen olyan tartománya, ahol a lakosság többsége muszlim. A tartományban 2017 óta iszlamista felkelés zajlik az Anszár al-Szunna vezetésével. A szervezet 2018-ban hűséget esküdött az Iszlám Államnak.
2021-ben az Egyesült Államok terrorszervezetnek nyilvánította az Anszár al-Szunnát, vezetője, Abu Jasszir Hasszán pedig felkerült a globálisan körözött személyek listájára.

## Története
Az Anszár al-Szunna egy iszlám vallási mozgalomként alakult meg Cabo Delgado északi körzeteiben 2015-ben, a 2012-ben meggyilkolt, szélsőséges tanokat hirdető kenyai uléma, Aboud Rogo tanításait követve. A mozgalom egységesen kopaszra borotvált fejű, nagy szakállt és fehér turbánt viselő tagjai fegyveresen léptek be a helyi mecsetekbe és ott terjesztették nyugat és keresztényellenes, valamint a törzsi vallási hagyományokat elutasító ideológiájukat. Azt hirdették, hogy a mozambiki muszlim közösség letért Mohamed próféta útjáról és fenyegetésekkel igyekeztek mindenkit megtéríteni, így a legtöbb muszlim is elfordult tőlük. A csoport idővel egyre erőszakosabbá vált, a saría bevezetését követelték az egész országban és dzsihádista videókkal toboroztak követőket. Rejtett kiképzőtáborokat állítottak fel és sokszor a mozambiki hivatalos szervektől elbocsátott, korábbi rendőrök és határőrök segítségével képezték ki a milicistákat. Tevékenységüket és fegyvervásárlásaikat elsősorban a rubincsempészetből finanszírozták. A terroristacsoport terjedését segítette, hogy a központi kormányzat perifériaként kezelte Cabo Delgadót és a munkanélküli és kilátástalan szegénységben élő fiatalok tömegei könnyen radikalizálódtak. Az Anszár al-Szunna nem rendelkezik egységes irányítással, egymástól függetlenül működő sejtekből épül fel.